# Mauro Pittón
Mauro Rodolfo Pittón (Santa Fe, Argentina; 8 de agosto de 1994) es un futbolista argentino. Juega como mediocampista central, aunque también puede desempeñarse como mediocampista por derecha, y su actual equipo es Unión de Santa Fe de la Liga Profesional. Es hermano del también futbolista Bruno Pittón.

## Trayectoria
Mauro Pittón se inició futbolísticamente en Ateneo Inmaculada (club de la Liga Santafesina) al igual que su hermano Bruno, para luego sumarse a las divisiones inferiores de Unión. Allí hizo toda su etapa formativa y en 2012 fue promovido al plantel de Reserva.
En enero de 2013 el técnico Facundo Sava decidió llevarlo a la pretemporada con el plantel profesional, pero luego no tuvo chances y siguió desempeñándose en Reserva. Tras el descenso fue bajado a las inferiores de AFA para jugar en su división, alternando también con el equipo de Liga Santafesina.
Luego del ascenso a Primera División, a principios de 2015 pasó a integrar nuevamente la Reserva y ese mismo el año el técnico Leonardo Madelón lo subió al plantel profesional junto a su hermano Bruno. El 23 de agosto hizo su debut con la camiseta de Unión, en la derrota 2-1 ante Tigre: ese día ingresó a los 40 del ST en reemplazo de Santiago Zurbriggen.
Jugó también en San Lorenzo de Almagro, Vélez Sarsfield, Arsenal de Sarandí y Central Córdoba de Santiago del Estero.

## Clubes
- Actualizado al 15 de agosto de 2025

| Club                       | Div.                | Temporada           | Liga | Liga | Copa Nacional | Copa Nacional | Copa Internacional | Copa Internacional | Total | Total |
| Club                       | Div.                | Temporada           | PJ   | G    | PJ            | G             | PJ                 | G                  | PJ    | G     |
| -------------------------- | ------------------- | ------------------- | ---- | ---- | ------------- | ------------- | ------------------ | ------------------ | ----- | ----- |
| Unión Argentina            | 1.ª                 | 2015                | 1    | 0    | 0             | 0             | -                  | -                  | 1     | 0     |
| Unión Argentina            | 1.ª                 | 2016                | 10   | 0    | 0             | 0             | -                  | -                  | 10    | 0     |
| Unión Argentina            | 1.ª                 | 2016/17             | 23   | 0    | 4             | 0             | -                  | -                  | 27    | 0     |
| Unión Argentina            | 1.ª                 | 2017/18             | 27   | 1    | 3             | 0             | -                  | -                  | 30    | 1     |
| Unión Argentina            | 1.ª                 | 2018/19             | 23   | 3    | 5             | 1             | 2                  | 0                  | 30    | 4     |
| Unión Argentina            | 1.ª                 | 2021                | 14   | 0    | 8             | 0             | -                  | -                  | 22    | 0     |
| Unión Argentina            | 1.ª                 | 2024                | 27   | 2    | 15            | 0             | -                  | -                  | 42    | 2     |
| Unión Argentina            | 1.ª                 | 2025                | 18   | 2    | 2             | 0             | 5                  | 0                  | 25    | 2     |
| Unión Argentina            | Total               | Total               | 143  | 8    | 37            | 1             | 7                  | 0                  | 187   | 9     |
| San Lorenzo Argentina      | 1.ª                 | 2019/20             | 8    | 0    | -             | -             | 0                  | 0                  | 8     | 0     |
| San Lorenzo Argentina      | Total               | Total               | 8    | 0    | -             | -             | 0                  | 0                  | 8     | 0     |
| Vélez Sarsfield Argentina  | 1.ª                 | 2019/20             | 3    | 0    | 0             | 0             | 1                  | 0                  | 4     | 0     |
| Vélez Sarsfield Argentina  | 1.ª                 | 2020                | -    | -    | 5             | 0             | 1                  | 0                  | 6     | 0     |
| Vélez Sarsfield Argentina  | Total               | Total               | 3    | 0    | 5             | 0             | 2                  | 0                  | 10    | 0     |
| Arsenal Argentina          | 1.ª                 | 2022                | 27   | 3    | 13            | 0             | -                  | -                  | 40    | 3     |
| Arsenal Argentina          | Total               | Total               | 27   | 3    | 13            | 0             | -                  | -                  | 40    | 3     |
| C. Córdoba (SdE) Argentina | 1.ª                 | 2023                | 25   | 0    | 15            | 0             | -                  | -                  | 40    | 0     |
| C. Córdoba (SdE) Argentina | Total               | Total               | 25   | 0    | 15            | 0             | -                  | -                  | 40    | 0     |
| Total en su carrera        | Total en su carrera | Total en su carrera | 206  | 11   | 70            | 1             | 9                  | 0                  | 285   | 12    |